# Jo Mussert
Josephus (Jo) Adrianus Mussert (Werkendam, 2 december 1880 - Gorinchem, 14 mei 1940) was een Nederlands militair. Hij was de broer van de veel bekendere NSB-leider Anton Mussert en dit werd hem uiteindelijk wellicht zelfs fataal. Op 14 mei 1940 werd hij gearresteerd wegens (vermeend) hoogverraad en bij zijn arrestatie doodgeschoten. Na de meidagen van 1940 is hij postuum in ere hersteld.

## Militaire carrière
Jo Mussert koos voor een carrière in het leger. Het grootste deel van zijn militaire carrière spendeerde Jo Mussert bij de genietroepen, waar hij zich in het torpedistenvak specialiseerde. Hij werd door zijn deskundigheid gezien als een autoriteit op dit gebied. Als majoor had hij het gebracht tot hoofdinspecteur van de Pontonniers en Torpedisten. In november 1937 werd hij aangesteld als Korps- en depotcommandant en bevorderd tot luitenant-kolonel, standplaats Dordrecht. Tevens kreeg hij de mobilisatie- en oorlogsfunctie van Hoofd Bureau Bruggen en Veren op de centrale staf in Den Haag. Dat was een zeer strategisch geladen functie. Het is duidelijk dat in 1937 geen enkele verdenking tegen Jo Mussert werd gekoesterd.
Gedurende de jaren 30 werd bij Mussert een niet-kwaadaardige hersentumor geconstateerd, die operatief verwijderd moest worden. Zeker in die tijd was dit een zeer zware en riskante operatie. Het leverde zo'n zware lichamelijke en geestelijke belasting op, dat luitenant-kolonel Mussert volgens zijn evaluerend arts nadien langere tijd ongeschikt werd geacht voor velddienst. Bovendien zullen de politieke activiteiten van Jo Musserts broer Anton zijn superieuren uiteindelijk vlak voor de Duitse inval zorgen hebben gebaard: Mussert zou weleens loyaliteit voor zijn broer boven zijn orders kunnen stellen. En al was hij zelf nooit NSB-lid (ambtenaren mochten bovendien vanaf 1933 geen politiek lidmaatschap hebben van uitgesproken partijen, waaronder de SDAP) en aanhanger van de Liberale Partij, zijn vrouw was dat wel en nam actief aan de beweging deel door colportage met Volk en Vaderland. Pas in 1938 dwong Mussert zijn vrouw haar lidmaatschap van de NSB op te geven.
De in februari 1940 nieuw aangetreden generaal Winkelman - of diens chef-staf - lijkt aan de basis te hebben gestaan om Jo Mussert uit zijn strategische functie als Hoofd Bureau Bruggen en Veren te ontslaan. Binnen die functie zou de overste immers met de heimelijke evacuatieplannen van het Veldleger te maken krijgen, dat zich, ruim gebruik makend van geniemateriaal, vanuit Noord-Brabant over de grote rivieren naar het westen diende te verplaatsen. Mussert was niet op gebrek aan loyaliteit te betrappen. Daarom zou een functie in de luwte hem passen. Om deze redenen werd Jo Mussert in maart 1940 opnieuw aangesteld als depotcommandant, ambtshalve kantonnementscommandant van Dordrecht. De stad lag zo ver van de verwachte directe frontlijn dat de kans klein leek dat men met Mussert risico's liep.

## Jo Mussert aan de frontlinie
Het onverwachte gebeurde toch. Duitse parachutisten landden op 10 mei 1940 bij Dordrecht. Ze namen posities in bij de bruggen over het Hollands Diep en de Oude Maas, in afwachting van de Duitse hoofdmacht die via Brabant oprukte. Dordrecht was een frontstad geworden en Mussert moest leiding te velde geven.
Volgens sommige historische analyses bleek Jo Mussert niet geschikt voor zijn taak. Er werd gezegd dat hij de enorme druk van zijn taak niet aankon en daardoor weinig bevelen gaf. Zijn stijl zou later worden omschreven als 'buitengewoon warrig' en 'besluiteloos'. Daarbij nam hij naar verluidt een aantal discutabele beslissingen. Een van de zaken die Mussert als grootste vergissing werden nagedragen was dat hij Duitse tanks voor Franse tanks zou hebben gehouden. Toen een luitenant dit weigerde te geloven, nodigde Mussert hem en zijn manschappen uit om uit de stelling te komen en de tanks beter te bekijken. Toen de Nederlandse militairen uit de stelling kwamen, vuurde een Duitse tank op hen, met als resultaat 10 doden.
Dit voorval was echter veel genuanceerder dan de oudere historici verklaarden. Het was de commandant Vesting Holland en in zijn navolging de commandant van de Lichte Divisie, kwartier houdende in de commandopost van overste Mussert, die stelden dat Franse tanks de Moerdijkbrug over kwamen. Het was geenszins een verzinsel van Mussert. De okergele lappen op de Duitse tanks, die als oranje doeken overkwamen, deden de rest. Van kwade opzet was helemaal geen sprake. Ook op andere plaatsen in en om Dordrecht zouden officieren denken met Franse tanks van doen te hebben.
Er bestond jegens Mussert al wantrouwen vanwege zijn achternaam. Bovendien had diens broer een maand eerder zich ongelukkig uitgelaten in een interview, waaruit men (indien men dit uit zijn context haalde) de conclusie kon trekken dat de NSB 'achterover zou leunen' en de Duitsers zou 'afwachten'. De autoritaire wijze van leiding geven door Jo Mussert deed sommigen vermoeden dat hij voor zijn taak niet geschikt was. De incidenten, met name het tankincident, deden het wantrouwen tegen Mussert toenemen. Men vermoedde dat hij opzettelijk slecht leiding gaf, saboteerde, of zelfs de soldaten als kanonnenvoer naar de Duitse tanks leidde. Dat andere officieren van exact hetzelfde beticht hadden kunnen worden, duidde erop dat de besmette naam voor Jo Mussert veel nadeel betekende.
De Nederlandse militairen raakten steeds meer in paniek doordat ze het overzicht verloren door de Duitse acties en de gebrekkige interne communicatie. Men wist niet wat er gaande was en telkens bleek de militaire situatie stukken slechter dan gedacht. Algemene geruchten over verraders en vijfde colonne staken al snel de kop op. Op de avond van de 12e mei kreeg luitenant-generaal Van Andel, commandant van de Vesting Holland, de melding dat in Dordrecht op elkaar werd geschoten en naar zeggen zou er sprake zijn van verraad. Overigens was dat een voorval dat zich in vrijwel alle steden in het westen des lands voordeed, maar slechts in Dordrecht vond men een verdachte oorzaak.
Na twee dagen vechten had de adjudant van Jo Mussert, kapitein Van der Mark, alle vertrouwen in hem verloren. Deze zelf niet al te sterke officier, die bovendien met Mussert geen hechte band had, belde paniekerig met kolonel Van Andel, de bevelhebber van de groep Kil. De kolonel onthief Mussert op basis van lichtvaardige berichten rond de overste uit zijn functie, maar diens superieur en tevens diens neef, generaal Van Andel, twijfelde niet aan de betrouwbaarheid van Mussert, en draaide dit besluit terug.

## Arrestatie en overlijden
In de middag van 13 mei 1940 werd Dordrecht ontruimd en trokken de Nederlandse troepen naar het noorden terug, over de Merwede. Door de slechte militaire situatie bleven de geruchten over verraad aanhouden. Het ter discussie gestelde leiderschap van Mussert versterkte dit wantrouwen.
Toen kapitein Bom en luitenant Kruithof, beide reserve-officieren van de Lichte Divisie, de volgende dag, 14 mei, tijdens het uitvoeren van hun piketfuncties, hoorden dat Mussert in Sliedrecht was, besloten ze hem daar te arresteren. Ze deden dit puur op de eigen suggestie dat Mussert wel een verrader moest zijn. Zo hoopten ze te voorkomen dat hij ook daar de zaken zou doen mislopen. Met name de luitenant Kruithof toonde zich bloedfanatiek om Mussert te arresteren.
Mussert was net in een stafoverleg met andere officieren van zijn depot, toen kapitein Bom de overste zijn aanhouding kwam melden. Bij de arrestatie weigerde Mussert zich zo maar te laten arresteren. De in de gang wachtende luitenant Kruithof trok toen zijn pistool en stormde de kamer binnen. Hij beval de overste op hoge toon de handen omhoog te steken. Vervolgens meende de luitenant, althans volgens zijn latere verklaring, dat Mussert naar zijn pistool reikte en daarom schoot hij hem pardoes met vier kogels neer. Zwaargewond werd Mussert naar het ziekenhuis te Gorinchem afgevoerd, waar hij kort na een spoedoperatie in de late avond overleed.
De verklaringen van andere omstanders waren unaniem dat van noodweer door de luitenant Kruithof geen sprake leek, omdat niemand erkende dat Mussert naar zijn pistool had gegrepen. Slechts enige beweging van de armen was waargenomen, maar zeker niet de omstandigheid die de luitenant meende te hebben waargenomen.

## Nadien
Bom en Kruithof werden tijdens de oorlog veroordeeld tot lange gevangenisstraffen. Anton Mussert deed direct na de meidagen, toen hij uit zijn onderduikerschap weer opdook, aangifte tegen de (vermeende) moordenaars van zijn broer. Op 21 juni 1940 werden beide officieren gearresteerd. Pas in 1942 kwamen ze voor het zogenaamde 'Vredesgerechtshof', na uitgebreid vooronderzoek. De eisen waren fors. Tegen Kruithof werd de doodstraf geëist, tegen Bom twintig jaar. Uiteindelijk werden de straffen aanzienlijk lager: twintig respectievelijk tien jaar hechtenis. Beide officieren zouden dus zo goed als de gehele bezettingstijd in het gevang doorbrengen.
Met de bevrijding kwamen de beide officieren op vrije voeten. Geheel in de verwachting dat luitenant Kruithof een patriot was, werd hij direct - inmiddels bevorderd tot kapitein - in de uitgebreide staf van ZKH Prins Bernhard opgenomen. Kruithof zou daarover stellen dat hij dit als een rehabilitatie had gevoeld. 
Na de meidagen is Jo Mussert door de opperbevelhebber generaal Winkelman direct postuum gerehabiliteerd; zijn nabestaanden ontvingen bovendien een schadeloosstelling. Dat nam niet weg dat het blazoen van Jo Mussert schaamteloos besmet werd met allerlei suggesties van volslagen incompetentie tot en met aanhoudende suggesties omtrent hoogverraad. In officiële geschriften en onderzoeken werd dit slechts door parlementair taalgebruik gemodereerd, maar de zweem van verdachtmakingen, met name rond vermeend falend beleid, bleef bestaan, maar zonder dat dit op grondig onderzoek was gebaseerd. Slechts een enkeling zou zich bescheiden of zelfs lovend over de overste durven uitspreken.
Luitenant-generaal Jan van Andel, directe superieur van de overste in de meidagen, verklaarde tijdens de rechtsbehandeling nog dat de wijze waarop overste Mussert met de weinige middelen hem ter beschikking staande de verdediging van Dordrecht had gevoerd, loffelijk was.
Lou de Jong zag Musserts dood als  het gevolg van Vijfde Colonnepaniek: het verschijnsel dat men in de chaos en spanning van die eerste oorlogsdagen volstrekt onschuldige burgers en militairen als landverrader ging beschouwen.
Jacob Bleeker, destijds burgemeester van Dordrecht, stelde in zijn memoires dat luitenant-kolonel Mussert met hart en ziel Nederlands soldaat was, wat zijn politieke gevoelens ook geweest moge zijn. Dat hij de overste, met wie hij veel samen moest werken, op professionaliteit en toewijding betrapte, maar tevens als een zeer stugge persoonlijkheid leerde kennen. Hij twijfelde absoluut niet aan de loyaliteit van Mussert. Hij stelde wel dat als iemand op deze post door iedereen wordt gewantrouwd, het voor hem onmogelijk wordt iets goed te doen.
Majoor b.d. Hans Kleingeld heeft enig onderzoek naar Jo Mussert verricht, en kreeg via Kruithof, kort voor diens dood in 2005, het uitgebreide Justitiedossier in handen. Volgens Kleingeld was Mussert weliswaar geen verrader, maar was diens arrestatie en dood ook geen hysterische paniekactie van twee overspannen officieren. Bom en Kruithof hadden, volgens Kleingeld, wegens de incidenten die in Dordrecht waren geschied goede gronden om Mussert te arresteren en aan diens gezindheid te twijfelen. Kruithof heeft er zelf kort voor zijn dood tegenover Kleingeld over verklaard: "Ik heb hem niet zo maar doodgeschoten. Hij liet zijn handen zakken. Ik heb toen gedacht: die gaat schieten, ik ben hem voor. Ja, dan kun je later wel vragen: 'Had je niet even moeten wachten?' Maar zo was de toestand niet". Kleingelds weergave van de handel en wandel van Mussert, waarin een sterke tendens naar verdachtmaking aan het adres van de overste niet te vermijden bleek, maakt zijn bevindingen zeer gekleurd. Kleingeld heeft de zaak vanuit vooringenomenheid onderzocht, of is al doende in die val gestapt.
Historicus A.M.A. Goossens doet uitgebreid onderzoek naar de gebeurtenissen in en om Dordrecht in mei 1940, waarbij ook de kwestie-Mussert uitgebreid in beeld komt. Uit zijn op internet gepubliceerde analyses van de gebeurtenissen gedurende de meidagen blijkt dat op Mussert, met name door militair historici, naoorlogs grove karaktermoord is gepleegd. Mussert fungeerde als kop van jut, zonder dat hij dit verdiende. Flaters van andere officieren, werden op de overste afgeschoven. Hoewel wel vaststaat dat Mussert een autoritair en weinig empathisch officier en bevelhebber was, stond hij daarin bepaald niet alleen in dat betreffende era. Talloze bevelhebbers werden als bars of onbuigzaam getypeerd, inherent aan de opleiding die beroepsofficieren kregen. 
Het beleid van Mussert, in die dagen in Dordrecht, blijkt beduidend beter te zijn geweest dan militaire onderzoekers hebben willen erkennen. Bovendien hebben collega-officieren, bewust of onbewust, zaken die misgingen in het bevochten Dordrecht van die dagen, opgehangen aan beleid van Mussert, terwijl de man daaraan part noch deel had. Het tegendeel van falen lijkt eerder aan de orde. De beleidsstukken en instructies die in de archieven en persoonlijke correspondenties bewaard bleven tonen juist aan dat Mussert, geheel in lijn met de toenmalige doctrine, zijn kanton met zijn troepen trachtte af te grendelen voor de vijand en met vrije troepen pogingen deed om zijn kanton te zuiveren van Duitse infiltranten. Tevens verzocht de overste consequent om versterking en instructies aan zijn directe superieur, de commandant Vesting-Holland, generaal Van Andel. Musserts beleid leidde ertoe, dat zijn tegenstrever, generaal Kurt Student, de commandant van de parachutisten en luchtlandingstroepen, Dordrecht als onverwacht fanatiek en effectief verdedigd inschatte, daar de grootste gevaren voor zijn bruggenhoofd zag en juist daar het zwaartepunt van zijn troepen concentreerde. Dat besluit was volledig het gevolg van een effectieve verdediging van de stad Dordrecht onder leiding van Mussert en met de voorname inbreng van enkele uitstekend optredende lagere officieren. De blunders in en rond Dordrecht aan Nederlandse zijde ontstonden pas toen reguliere troepen uit de Hoeksche Waard op 11 mei in Dordrecht arriveerden. De chaos werd verder versterkt toen de zwak geleide Lichte Divisie het bevel op 12 mei overnam. Met name de onverstandige terugtrekking van Nederlandse troepen van de spoorsector naar het stadscentrum in de avond van 12 mei, een besluit van de C-Lichte Divisie, werd door Mussert fel bekritiseerd. Hij vond dit ronduit tactisch geblunder, omdat men dan de volgende dag dit terrein moest zien terug te veroveren. Hij kreeg volledig gelijk. Mede door dit zwakke beleid van de Lichte Divisie faalde de toch al zwak ontworpen tegenaanval van 13 mei volledig en was een bloedige slag met Duitse tanks in de Dordtse binnenstad het gevolg.
Ten slotte was het Algemene Hoofdkwartier op de hoogte dat op 12 mei 's nachts de voorhoede van de hoofdmacht van een Duitse tankdivisie bij Moerdijk was aangekomen. De Lichte Divisie werd daarvan op de hoogte gesteld, mede door een rapport van een Nederlandse vaandrig, die de pantserwagens zelf had waargenomen in Duitse krijgsgevangenschap. Deze waarschuwingen sloeg men in de wind en men bleef lagere tactische bevelhebbers influisteren dat Franse tanks op komst waren. Dat leidde ertoe dat o.m. Mussert op zijn bureau van generaal Van Andel te horen kreeg dat Franse tanks naar de stad optrokken. Niet Mussert, maar het Algemeen Hoofdkwartier en het Commando Vesting-Holland waren hoofdverantwoordelijk voor de valse informatie rond de vermeende Franse tanks. Aldus Goossens, naar aanleiding van zijn bestudering van de archieven.